# Thrasydée
Thrasydée est un tyran de la cité d'Agrigente en Sicile.

## Biographie
Thrasydée est le fils de Théron et accède brièvement au pouvoir à la mort de son père en -473. Il est cependant battu en -472 par Hiéron Ier, le tyran de Syracuse qui fait ainsi passer la ville d'Agrigente sous le contrôle de Syracuse. Thrasydée doit chercher refuge à Mégare.